# Emoia sorex
Emoia sorex — вид сцинкоподібних ящірок родини сцинкових (Scincidae). Ендемік Індонезії.

## Поширення і екологія
Emoia sorex мешкають на островах Хальмахера, Обі і Моротай в групі Молукських островів, а також на острові Батанта в архіпелазі Раджа-Ампат. Вони живуть в первинних і вторинних вологих тропічних лісах та в садах. 